# Ле-Сур
Ле-Сур (фр. Le Sourd) — коммуна во Франции, находится в регионе Пикардия. Департамент коммуны — Эна. Входит в состав кантона Марль. Округ коммуны — Вервен.
Код INSEE коммуны — 02731.

## Население
Население коммуны на 2010 год составляло 162 человека.
| 1962 | 1968 | 1975 | 1982 | 1990 | 1999 | 2010 |
| ---- | ---- | ---- | ---- | ---- | ---- | ---- |
| 244  | 240  | 200  | 172  | 161  | 152  | 162  |

## Экономика
В 2010 году среди 105 человек трудоспособного возраста (15—64 лет) 70 были экономически активными, 35 — неактивными (показатель активности — 66,7 %, в 1999 году было 70,2 %). Из 70 активных жителей работали 64 человека (38 мужчин и 26 женщин), безработных было 6 (5 мужчин и 1 женщина). Среди 35 неактивных 3 человека были учениками или студентами, 13 — пенсионерами, 19 были неактивными по другим причинам.